# Il piccolo garibaldino
Il piccolo garibaldino, è un cortometraggio del 1909 prodotto e diretto da Filoteo Alberini.
Il film si basa sulla storia vera di Luigi Giuseppe Marchetti e di suo figlio Giuseppe, partecipanti alla spedizione dei Mille. La stessa storia ispirò il romanzo omonimo di Giuliano Masè, pubblicato nel 1910, nonché il celebre film 1860 di Alessandro Blasetti.

## Curiosità
Il film è stato proiettato nel 2007 dall'obbedienza massonica del Grande Oriente d'Italia in occasione del bicentenario della nascita di Giuseppe Garibaldi nel corso delle celebrazioni per l'equinozio di autunno e della Presa di Roma alla Villa del Vascello a Roma, sede di rappresentanza dell'obbedienza massonica.